# サーシャ・ナカムラ
SASHA（さあしゃ、サーシャ／サーシャ・ナカムラ／サンダー表記あり。1958年6月18日 - ）は日本における、洋楽アーティストの来日公演を専門に手掛ける舞台監督、ミュージシャン。千葉県千葉市出身。AB型。

## 来歴
1958年6月18日、千葉市に生まれる。父はライターの矢野庄介、母は七宝焼作家の中村美沙子。
昭和学院小学校、市川学園市川中学校、千葉市立幕張中学校、千葉県立千葉高校定時制を経て千葉県立検見川高等学校卒。
1978年-　ゴダイゴのローディ。
以後はフリーランスの舞台監督としておもに洋楽アーティスト来日公演の舞台監督を務めるほか、ロラパルーザでのボアダムスのツアー、2回のピチカート・ファイブ ワールドツアーなど日本人アーティストの海外公演にも携わる。
渋谷NYLON100%に黎明期から閉店まで通い続けた常連客の一人。
1988年-　MUSCLE BEAT ベーシスト。
2015年−2022年　サニー久保田とオールド・ラッキー・ボーイズ　ボコーダー。

## 出演

### 映画
2019年
- ばるぼら　 監督・手塚眞（ホームレス）

2017年
- 星くず兄弟の新たな伝説　監督・手塚眞（デブル）

1991年
- ワンルーム・ストーリー　監督・戸川純

### ドラマ
2019年
- 人類滅亡と13のコント集 日本テレビ（某国独裁者）

### PV
- 「バージンブルース」 戸川純
- 「東京は夜の7時」 ピチカート・ファイブ
- 「Hullabaloo」 Regurgitator

### WEB CM
- ZEN大学発表会『どうしたひろゆき篇』CM
- ZEN大学発表会『どうしたGACKT篇』CM